# 댄포스 애비뉴

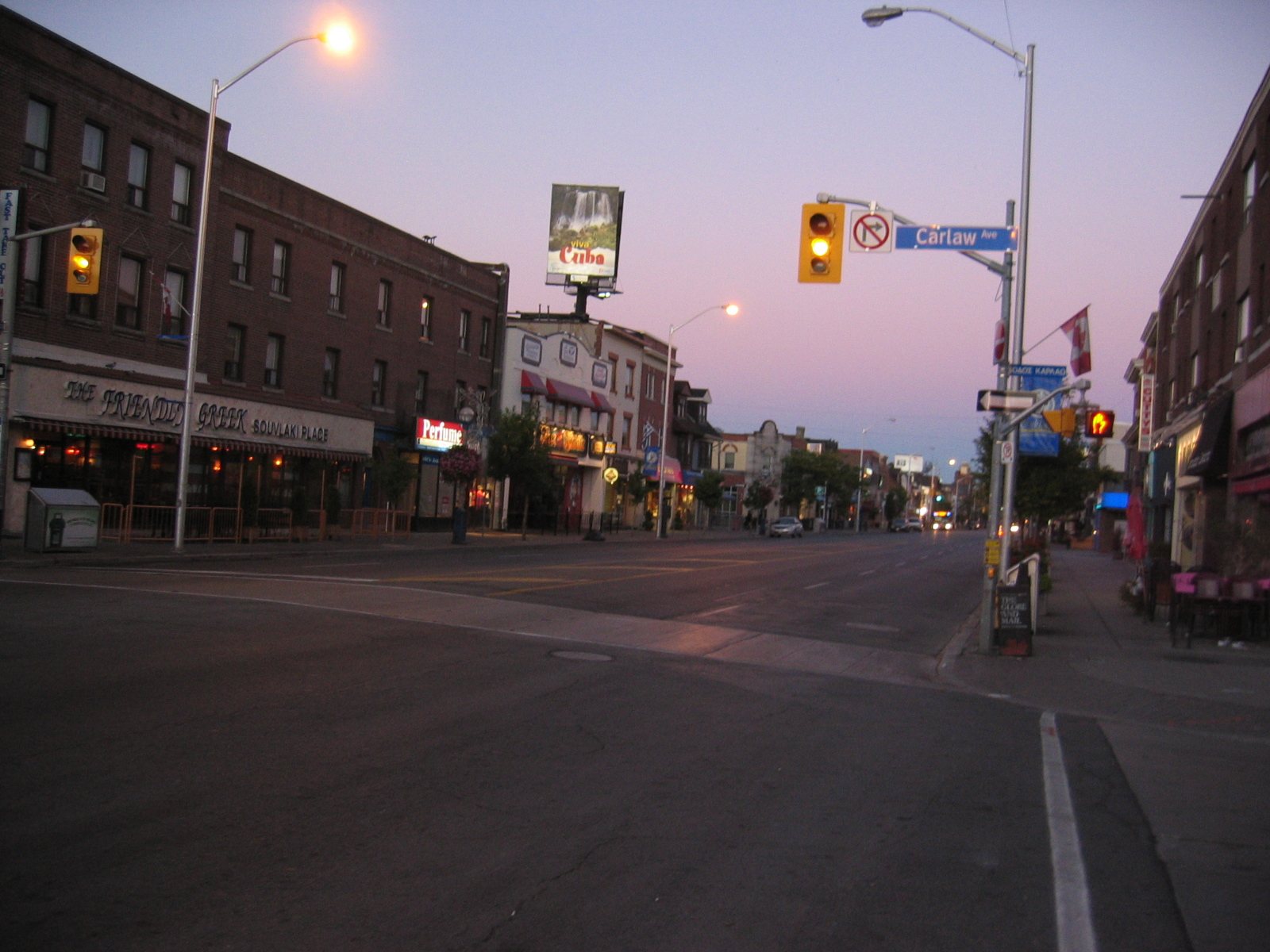

댄포스 애비뉴 (Danforth Avenue)와 댄포스 로드 (Danforth Road)는 역사적으로 관련이 있는 캐나다 온타리오주 토론토의 두 주요 간선 도로이다. 댄포스 애비뉴는 올드토론토의 프린스 에드워드 고가교에서 블루어가로부터 동쪽으로 스카버러까지 11.4km 정도 이어져 킹스턴 로드에서 끊어진다. 댄포스 로드는 워든 애비뉴 서쪽에서 댄포스 애비뉴로부터 갈라져 북동쪽으로 로렌스 애비뉴까지 이어진 다음, 이후 북쪽으로는 매코원 로드로 이어진다.
토론토 지하철 2호선 블루어-댄포스가 돈강에서부터 메인 스트리트역까지 댄포스 애비뉴 북쪽을 따라 이어지며, 이후 지하철은 북동쪽으로 케네디역까지 이어진다.